# Francisco Luis Redondo Álvaro
Francisco Luis Redondo Álvaro (Úbeda, Jaén, 20 de diciembre de 1938 - Burgos, 13 de agosto de 2018) fue un médico, escritor y autor de obras de medicina y literarias. Estas últimas —relatos cortos, novela, ensayos y una obra de teatro— las ha publicado principalmente tras su jubilación.

## Biografía
Estudió el bachillerato en su ciudad natal, examinándose como alumno libre en el Instituto Santísima Trinidad de Baeza, y el Preuniversitario en el Instituto Cardenal Cisneros de Madrid. Cursó los estudios de Medicina en la Universidad Complutense, terminando la licenciatura en 1962, con Premio Extraordinario. Hizo su especialidad de Bioquímica Clínica en la Fundación Jiménez Díaz, de Madrid, y en los hospitales Mount Sinai y Maimonides, de Nueva York. Trabajó después como investigador becado en el hospital Nestlé de Lausana (Suiza) y realizó los estudios de doctorado en Bolonia (Italia), como colegial del Real Colegio de España de dicha ciudad. En Madrid, en la Universidad Complutense, cursó también los estudios de Filosofía Letras y Psicología. En 1973, obtuvo el Diploma del Curso Superior de Medicina del Trabajo con el Prof. Desoille, en la Universidad de la Sorbona de París.

## Actividades profesionales
Trabajó en el Hospital Central de Cruz Roja, de Madrid, en donde fue profesor de Medicina Preventiva en su Unidad Docente, adscrita a la Universidad Complutense. También fue profesor en la Escuela Nacional de Medicina del Trabajo. Pertenece, por oposición, al Cuerpo Médico de Sanidad Nacional. Ha publicado varios libros de Medicina y más de un centenar de presentaciones a Congresos y trabajos científicos en revistas españolas y extranjeras. Su principal área de investigación ha sido la de las inferencias lógicas y matemáticas a partir de los resultados de las pruebas diagnósticas. Como autor literario, colaboró en revistas culturales y libros de varios autores e ingresó en la Asociación Española de Médicos Escritores y Artistas en el año 1996, siendo su Secretario General del 1997 al 2001. Escribió entonces una documentada historia de dicha Asociación. Finalmente, como autor único, publicó los libros que se citan.

## Características de su obra literaria
El profesor italiano Arnaldo Cherubini escribió sobre el autor: En su exposición clara y su estilo preciso hay también una erudición amable, acompañada siempre de una simpática ironía. Cualquier relato suyo basta para intuir la calidad del narrador, en la invención, forma, diálogo y ambientación. En la presentación de su novela en Madrid, el Prof. José Luis Moralejo comentó que «está llena de ingenio y del mejor humor, algo que apreciarán cuantos creen que la primera obligación de un escritor es no aburrir a sus lectores». Y el Prof. José Biedma escribió sobre sus relatos cortos: «Lo que hay en estos encantadores relatos es la reflexión inteligente de un médico y profesor, culto y maduro, ofrecida limpiamente en un castellano trasparente, sobrio y correctísimo».
La opinión del propio autor sobre su quehacer, queda bien reflejada en el Epílogo de su novela Las increíbles vidas de Roberto Milfuegos: «para la persona que os habla, escribir nunca le pareció tarea urgente ni considerable ni necesaria, pero sí un hondo placer secreto. Me deleito en volcar sobre el papel algunas de las pocas claridades que me habitan o de los, todavía menos, demonios que me atormentan». Y es verdad que hay pocos demonios en la obra del Dr. Redondo, en la que todos los personajes son discretamente amables y hasta candorosos, porque él mismo confiesa que no sabe crear personajes malvados.
Según sus palabras: «en literatura, o se hace exactitud y claridad, o se hace belleza. Hay pocas cosas más. Las extravagancias, formales o de fondo, no significan nada. En ocasiones se ha de coquetear con la filigrana y la erudición, pero dentro siempre de la mesura. [...] Mi idea es escribir con sencillez y con la intención fundamental de divertir y distraer. Y, eso sí, ser exigente a la hora de rechazar el mal gusto, la coprolalia o la agresividad gratuita».

## Obras publicadas
- Antología de Santiago Ramón y Cajal. Colección "España y lo español", 1961.
- Antología de Juan José López Ibor. Colección "España y lo español", 1961.
- Estudio sobre el libro de Bernardino Ramazzini De morbis artificum diatriba. Madrid, 1983. ISBN 84-351-0023-5 (reeditado en 1999 y 2003).
- La lógica en la interpretación de las pruebas diagnósticas. Madrid: Editorial Garsi,1989. ISBN 84 7391 184 9.
- Las pruebas de laboratorio en el diagnóstico. Tratado de Medicina Interna Medicine,1992. ISSN 0304-5412
- El error en las pruebas de diagnóstico clínico. Madrid: Editorial Díaz de Santos, 2002. ISBN 84-7978-528-4.
- Determinaciones bioquímicas en el paciente anciano (en El paciente anciano). Madrid: McGraw Hill Interamericana, 1998. ISBN 84-486-0212-9
- Historia de la Asociación Española de Médicos Escritores y Artistas y Catálogo. Madrid, 1999. ISBN 84-605-9527-7.
- Una noche en Nueva York. Málaga: Grupo Editorial 33, 2004. ISBN 84-96257-03-7.
- La solución está en Shakespeare. Málaga: Grupo Editorial 33, 2005. ISBN 84-96257-13-4.
- El secuestro del sabio. Málaga: Grupo Editorial 33, 2006. ISBN 84-96257-23-1.
- Las increíbles vidas de Roberto Milfuegos. Málaga: Grupo Editorial 33, 2009. ISBN 978-84-96257-70-2.
- Dos relatos para amigos. Madrid, 2010.
- Desaparición en el túnel. Publicación digital, Amazon, 2011.
- El misterio de los editores. Publicación digital, Amazon, 2011.
- Don Juan de Bergerac (obra teatral). Publicación digital, Amazon, 2011.
- Apuntes sobre literatura. Publicación digital, Amazon, 2013.
- Relatos con Úbeda al fondo. Publicación digital, Amazon, 2013.
- Silva epistolar. Publicación digital, Amazon, 2013.
- Por si ayudaran..., vol. I. Publicación digital, Amazon, 2013.
- Por si ayudaran..., vol. II. Publicación digital, Amazon, 2013.
- Las trescientas. Publicación de las primeras 300 entradas de mi blog Sobretarde, 2016.
- Mis primeros escritos, pendiente de publicación.

## Premios y distinciones
- Premio Fourquet de Anatomía, 1958.
- Premio Extraordinario de Licenciatura en Medicina y Cirugía. Universidad Complutense, 1964.
- Premio de Licenciatura "Rodríguez Abaytúa", concedido por la Real Academia Nacional de Medicina, 1964.
- Premio de los Laboratorios Geigy, concedido por la Facultad de Medicina de Madrid, 1962.
- Medalla de Oro de la Cruz Roja Española, 2001.
- Consejero del Instituto de Estudios Giennenses, de la Diputación Provincial de Jaén, 2003.
- Finalista en el Concurso de Relatos de la revista Tribuna Médica, 1986.
- Primer premio de ensayo “Memorial Fernando Monasterio”, 1993.
- Primer premio “Gregorio Marañón”, de relatos, 1999.
- Finalista en el IX Certamen Literario Nacional de Relato y Poesía, 2006.
- Primer premio en el XI Certamen Literario Nacional de Relato y Poesía, 2008.
- Elegido miembro de la New York Academy of Sciences (USA), de la American Society of Nuclear Medicine (USA), de la American Association for Clinical Chemistry (USA), de la Deutsche Gesellschaft für Klinische Chemie (Alemania), etc.